# Nokia 7700
Nokia 7700 este un model de telefon mobil anunțat de Nokia în 2003, dar care nu a mai ajuns pe piață.

## Caracteristici
Nokia 7700 a fost primul telefon care a rulat sistemul de operare Symbian pe touchscreen și care se baza pe Series 90.
Include o cameră VGA integrată, reportofon, player video, Bluetooth integrat, radio FM, navigarea prin intermediul browser-ului Opera, MP3 player, aplicații PIM și permite vizualizarea documentelor Office.
Ecranul este TFT rezistiv touchscreen care cu 65.536 de culori și cu rezolușia de 640 × 320 pixeli. Permite recunoașterea scrisului de mână, tastatura virtuală pe ecran și are capacitatea de a controla dispozitivul cu butoane hardware.
Memoria internă disponibilă utilizatorului este de circa 25 MB, 64 MB RAM, are un slot de card MMC și are inclus un card de 64 de MB.